# 凱爾巴赫河
50°3′59.97″N 10°56′52.77″E / 50.0666583°N 10.9479917°E

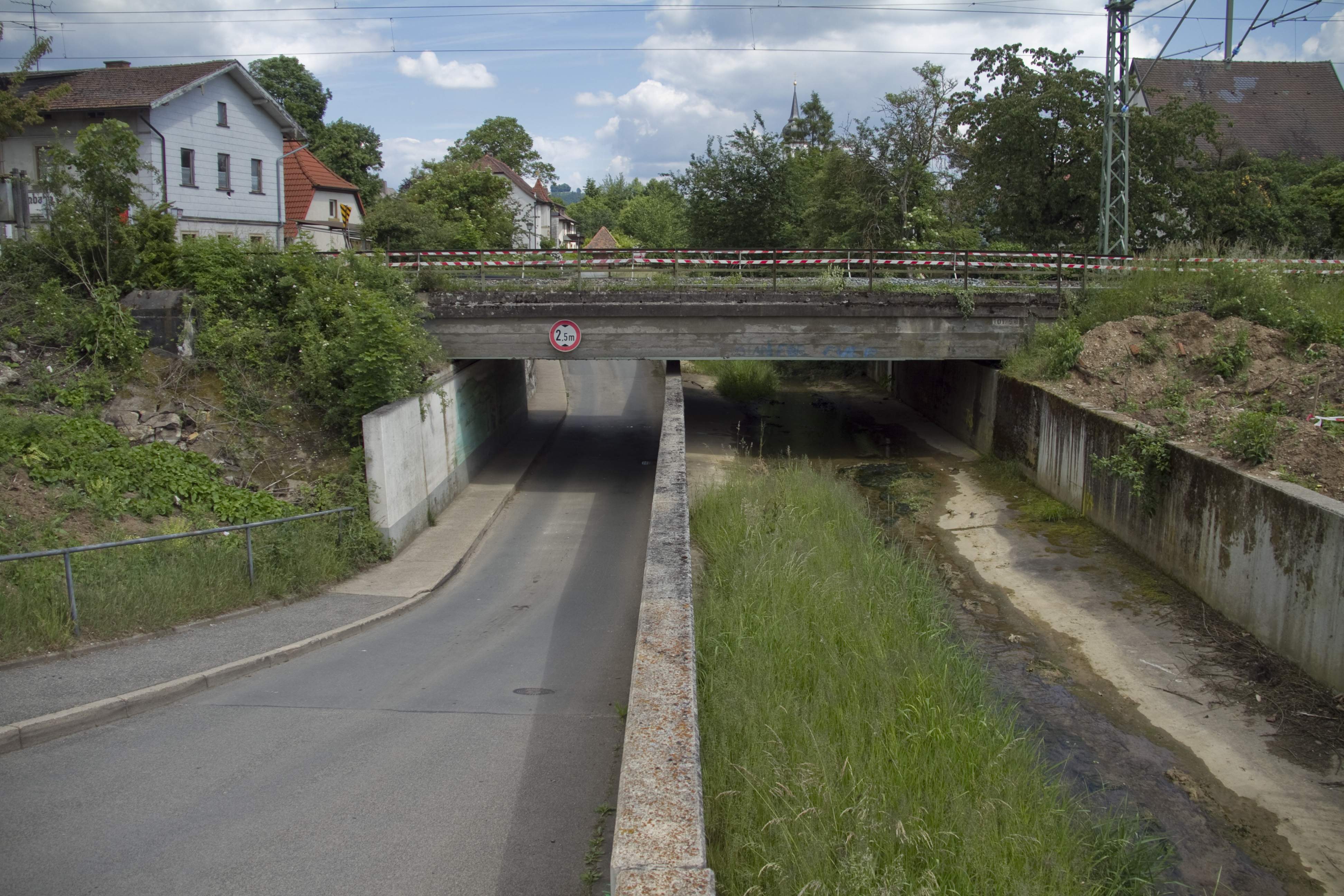

凱爾巴赫河（德語：Kellbach），是德國东南部的一条河流，由巴伐利亞負責管轄，屬於美因河的左支流，河道全長10公里，流域面積22.9平方公里，流經利希滕費爾斯縣。